# June flamboyante
June flamboyante est une peinture de Sir Frederic Leighton, réalisée en 1895. 
Peint avec des peintures à l'huile sur une toile carrée de 47 × 47 pouces (1 200 × 1 200 mm), il est largement considéré comme le chef-d'œuvre de Leighton, montrant sa nature classique. On pense que la femme représentée fait allusion aux figures de nymphes endormies et de naïades que les Grecs sculptaient souvent.

## Galerie

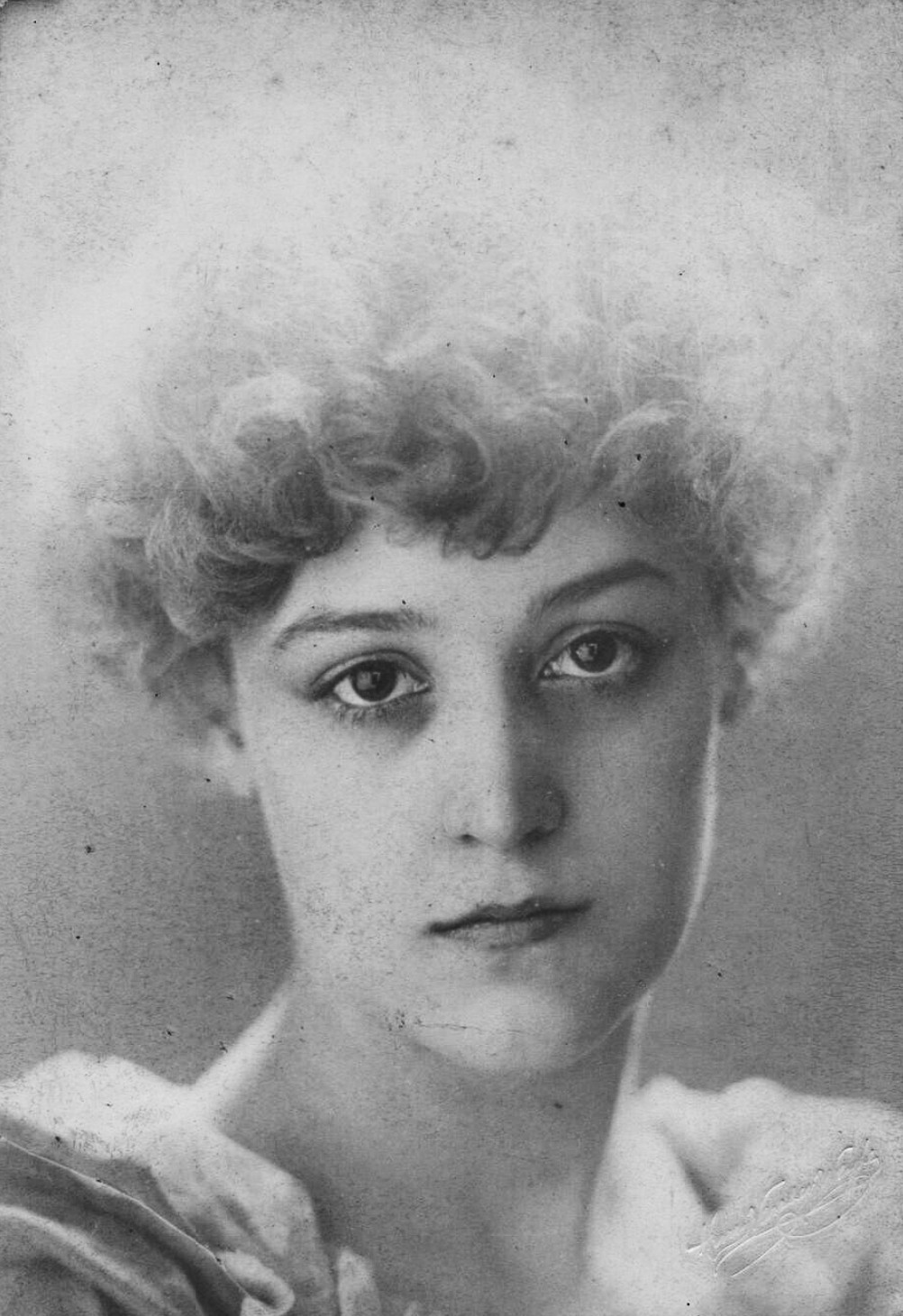
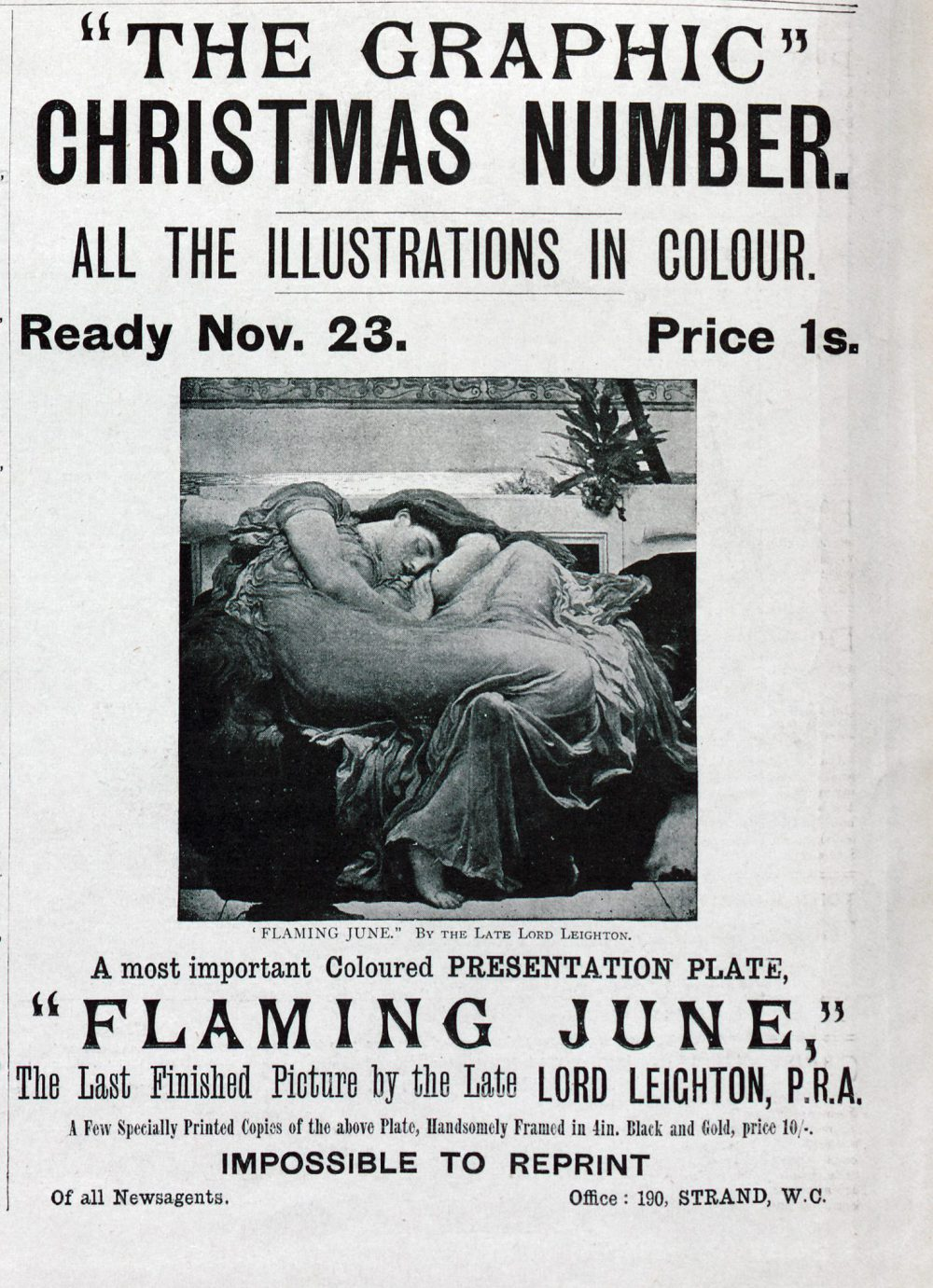
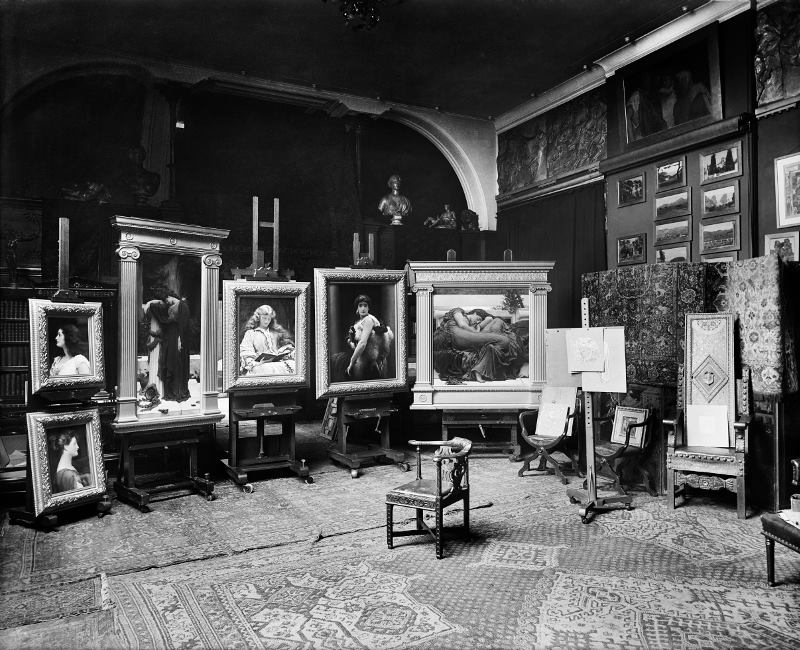